# 地球少女Arjuna
《地球少女Arjuna》是一部環保類型日本動畫，由Bandai Visual制作。講述地球失衡之後世界的變化。共有六個部份13集。有DVD發行。已在日本、香港和台灣上映。

## 登場人物
- 有吉樹奈：東山麻美
- 大島時夫： 關智一
- 白河小百合： 久川綾
- クリス・ホーケン：上田祐司
- シンディ・クライン：新谷真弓
- テレサ・ウォン：沢海陽子
- 鬼塚指令：玄田哲章

## 製作人員
- 原作、系列構成、監督：河森正治
- 系列構成：大野木寬
- 副監督：佐藤英一
- 角色設定：岸田隆宏
- 音樂：菅野洋子
- 動畫製作：SATELIGHT
- 主題曲：「マメシバ」
  - 作曲、編曲：菅野洋子
  - 作詞、歌：坂本真绫
- 插入曲：「バイク」
  - 作曲、編曲：菅野洋子
  - 作詞、歌：坂本真绫

## 外部連結
- 官方網頁（日語）（页面存档备份，存于）
- 台版代理普威爾（页面存档备份，存于）

| 日本 東京電視台 星期二18:00節目 | 日本 東京電視台 星期二18:00節目                 | 日本 東京電視台 星期二18:00節目 |
| ------------------------------- | ----------------------------------------------- | ------------------------------- |
|                                 | 地球少女Arjuna （2001年1月9日 - 2001年3月27日） |                                 |
| 魔法陣天使                      | 熱帶雨林的爆笑生活                              |                                 |